# Ulrich Schneckener
Ulrich Schneckener (* 13. Januar 1968) ist ein deutscher Friedens- und Konfliktforscher. Er ist Professor für Internationale Beziehungen und Friedens- und Konfliktforschung am Center for the Study of Conflict and Peace (CeCoP) der Universität Osnabrück, er ist zudem Mitglied am Institut für Migrationsforschung und Interkulturelle Studien (IMIS). Seit März 2016 ist er Vorsitzender des Vorstandes der Deutschen Stiftung Friedensforschung.

## Biografie

### Ausbildung
Schneckener absolvierte 1987 sein Abitur an der Ernst-Ludwig-Schule in Bad Nauheim (Hessen). Er studierte ab 1989 Politikwissenschaft, Geschichte und Soziologie an der Universität Mainz, der Universität Leipzig, der London School of Economics and Political Science und der Universität Berlin. 1995 schloss er das Studium an der FU Berlin mit einem Diplom in Politikwissenschaft ab. 2000 wurde er mit der Note Summa cum laude an der Universität Bremen zum Dr. rer. pol. promoviert (Betreuer: Dieter Senghaas).

### Beruf
Schneckener war von Januar 1996 bis 2002 Wissenschaftlicher Mitarbeiter am Institut für Interkulturelle und Internationale Studien der Universität Bremen. Von 2002 bis 2009 war er Wissenschaftler an der Berliner Stiftung Wissenschaft und Politik (SWP), von 2006 bis 2009 als Leiter der Forschungsgruppe Globale Fragen der SWP. Mit einem Teilprojekt war er von 2006 bis 2009 am Sonderforschungsbereich Governance in Räumen begrenzter Staatlichkeit (Freie Universität Berlin) beteiligt.
Seit September 2009 ist Schneckener Professor für Internationale Beziehungen und Friedens- und Konfliktforschung an der Universität Osnabrück. Von 2013 bis 2015 war er Dekan des Fachbereichs Sozialwissenschaften, von April 2015 bis März 2016 Dekan des neuen Fachbereichs Kultur- und Sozialwissenschaften, von April 2019 bis März 2021 war er Direktor des Instituts für Sozialwissenschaften und von April 2020 bis März 2024 Mitglied im Senat der Universität Osnabrück. Seit dem Wintersemester 2021/22 ist er zusammen mit Alexander De Juan für den englischsprachigen Masterstudiengang Conflict Studies and Peacebuilding verantwortlich.
Von 2014 bis 2021 war er Mitglied des Wissenschaftlichen Beirates der Hessischen Stiftung Friedens- und Konfliktforschung (HSFK) (ab 2018 als Vorsitzender), er ist weiterhin als Non-Resident Senior Fellow mit der Stiftung Wissenschaft und Politik verbunden und zudem Mitglied im Internationalen Rat des Wiener Instituts für den Donauraum und Mitteleuropa (IDM) sowie seit 2024 Mitglied im Wissenschaftlichen Beirat der Instituts für Friedensforschung und Sicherheitspolitik (IFSH) an der Universität Hamburg. Ab 2014 war er mehrfach zu Forschungs- und Konferenzreisen in der Ukraine, er organisierte u. a. vom Deutschen Akademischen Austauschdienst (DAAD) finanzierte Summer Schools mit Studierenden aus der Ukraine, Moldau und Deutschland. 2016 war er Gastwissenschaftler am Käte-Hamburger Kolleg (Centre for Global Cooperation Research) an der Universität Duisburg-Essen, 2022/23 als Visiting Fellow am European University Institute (EUI) in Florenz. Seit 2019 ist er Mitglied der Jury des zweijährigen Deutschen Friedenspreis für Fotografie.

### Forschungsschwerpunkte
Globale und europäische Sicherheitspolitik, EU-Nachbarschafts- und Erweiterungspolitik (u. a. EU-Ukraine- / EU-Moldau-Beziehungen), internationale Konfliktbearbeitung, internationales State- und Peacebuilding, fragile Staatlichkeit, innerstaatliche Gewaltkonflikte, Terrorismus und Terrorismusbekämpfung.

### Drittmittelprojekte
- Die Produktion von Mobilitätsoptionen: Migrations- und Grenzmanagement im Rahmen der Eastern Partnership der Europäischen Union, Deutsche Forschungsgemeinschaft (DFG), 2024–2027, Teilprojekt B2 im SFB Produktion von Migration.
- Politisierung europäischer Sicherheit? Politisierungsprozesse in den Bereichen Terrorismusbekämpfung und Grenzsicherheit, Deutsche Forschungsgemeinschaft (DFG), 2018–2023.
- Security Governance durch Milizen, Deutsche Forschungsgemeinschaft (DFG), 2012–2017.
- Nichtstaatliches Konfliktmanagement. Die Rolle von NGOs im Umgang mit nichtstaatlichen Gewaltakteuren, Deutsche Stiftung Friedensforschung (DSF), 2008–2011.

## Auszeichnungen
- 2005: Peter-Becker-Preis für Friedens- und Konfliktforschung, Philipps-Universität Marburg
- 2003: Dissertationspreis der Deutschen Vereinigung für Politikwissenschaft (DVPW)
- 2003: Christiane-Rajewski-Preis der Arbeitsgemeinschaft Friedens- und Konfliktforschung (AFK)

## Schriften (Auswahl)
- Monographien:
  - Der lange Schatten der Miliz. Zur Persistenz von Gewalt in Kolumbien und Kurdistan-Irak. (gemeinsam mit Christoph König und Sandra Wienand) Campus, Frankfurt a. M. 2018. 294 S. ISBN 978-3-593-51003-3
  - Transnationaler Terrorismus. Suhrkamp, Frankfurt a. M. 2006.  277 S. ISBN 3-518-12374-2
  - Auswege aus dem Bürgerkrieg. Suhrkamp, Frankfurt a. M. 2002.
  - Das Recht auf Selbstbestimmung. Ethno-nationale Konflikte und internationale Politik. Lit-Vlg., Hamburg 1996. 168 S. ISBN 3-8258-2862-X.

- Herausgeberschaft:
  - Managing and settling ethnic conflicts. Perspectives on successes and failures in Europe, Africa, and Asia. Hurst & Company, London 2004. ISBN 1-85065-690-8 (casebound), 1-85065-691-6 (paperback) mit Stefan Wolff
  - Fragile Staatlichkeit. "States at Risk" zwischen Stabilität und Scheitern. Nomos-Verlag, Baden-Baden 2006. ISBN 3-8329-2360-8
  - Wettstreit um Ressourcen. Konflikte um Klima, Wasser und Boden. Oekom-Verlag, München 2014. ISBN 978-3-86581-421-0 mit Arnulf von Scheliha, Andreas Lienkamp, Britta Klagge
  - Peacebuilding in Crisis. Rethinking Paradigms and Practices of Transnational Cooperation. Routledge, London 2016. ISBN 978-1-138-85859-6 mit Tobias Debiel, Thomas Held